# Папина, Тамара Фёдоровна
Тамара Фёдоровна Папина (27 марта 1927, Москва — 26 января 1996, Волгоград) — советская и российская артистка оперетты, народная артистка РСФСР.

## Биография
Тамара Фёдоровна Папина родилась 27 марта 1927 года в Москве. Училась в Государственном институте театрального искусства им. А. В. Луначарского. 
С 1951 года до конца жизни была солисткой Сталинградского театра музыкальной комедии (позже Волгоградского). За 44 года работы в театре сыграла сотни ролей, практически все ведущие партии классического и современного репертуара.
Умерла 26 января 1996 года. Похоронена в Волгограде на Димитриевском (Центральном) кладбище.

## Награды и премии
- Заслуженная артистка РСФСР (13.04.1959).
- Народная артистка РСФСР (15.01.1982).
- Почётный гражданин Волгограда (15.03.1993).

## Работы в театре
- «Поют сталинградцы» К. Листова — Зорька
- «Цыганский барон» И. Штрауса — Арсена
- «Фиалка Монмартра» И. Кальмана — Виолетта
- «Сильва» И. Кальмана — Сильва Вареску, княгиня Воляпюк
- «Марица» И. Кальмана — Марица, княгиня Божена
- «Свадьба в Малиновке» Б. Александрова — Трындычиха
- «Весёлая вдова» Ф. Легара — Ганна Главари
- «Баядера» И. Кальмана — Одетта Даримонд
- «Принцесса цирка» И. Кальмана — Теодора
- «Роз-Мари» Р. Фримля и Г. Стотхарта — Этель
- «Летучая мышь» И. Штрауса — Розалинда
- «Вольный ветер» И. Дунаевского
- «Цирк зажигает огни» Юрия Милютина — Лолита
- «Севастопольский вальс» К. Листова
- «Весна идет»
- «Продавец птиц»
- «Корневильские колокола» Робера Планкета

## Память
- Мемориальная доска установлена в Волгограде на доме по улице Краснознаменская, 8, где жила актриса. Надпись на ней гласит: «В этом доме с 1983 по 1996 годы жила Папина Тамара Федоровна — народная артистка РСФСР, Почетный гражданин города-героя Волгограда»[2].
- Улица Папиной в Волгограде (бывший посёлок Горная Поляна).